# Luigi Andreoli
Luigi Andreoli (Milano, 26 gennaio 1893 – Milano, 21 ottobre 1955) è stato un calciatore italiano, di ruolo difensore.

## Carriera
Fece parte del Milan per quattro stagioni divise in diverse edizioni, 1913-1914, 1916-1917, 1917-1918 e 1920-1921 collezionando con il Milan 20 presenze e 1 rete. Tuttavia delle quattro stagioni in rossonero giocò in Prima Categoria solamente due partite, una nella stagione 1913-1914 e un'altra nella stagione 1920-1921, mentre le altre 18 partite le giocò in Coppa regionale Lombarda' 1916-1917 (7 partite, 0 reti) e in Coppa Mauro 1917-1918 (11 partite, 0 reti).